# Dominick Barlow
Dominick Barlow (ur. 26 maja 2003 w Hackensack (New Jersey)) – amerykański koszykarz, występujący na pozycji silnego skrzydłowego, obecnie zawodnik San Antonio Spurs oraz zespołu G-League – Austin Spurs.
Grał w college’u dla St. Joseph's Preparatory School. Po roku gry przeniósł się do Dumont High School.